# الزرادشتية في أوزبكستان
الزرادشتية هي الديانة القديمة في أوزبكستان قبل ظهور الإسلام. لا تزال البلاد تضم على مجتمع زرادشتي باقي حتى اليوم ووفقاً لمصدر يقدر أعداده بحوالي 7,400 شخص.